# 肥田浜五郎

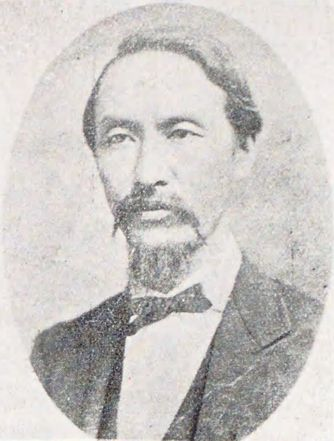
肥田浜五郎

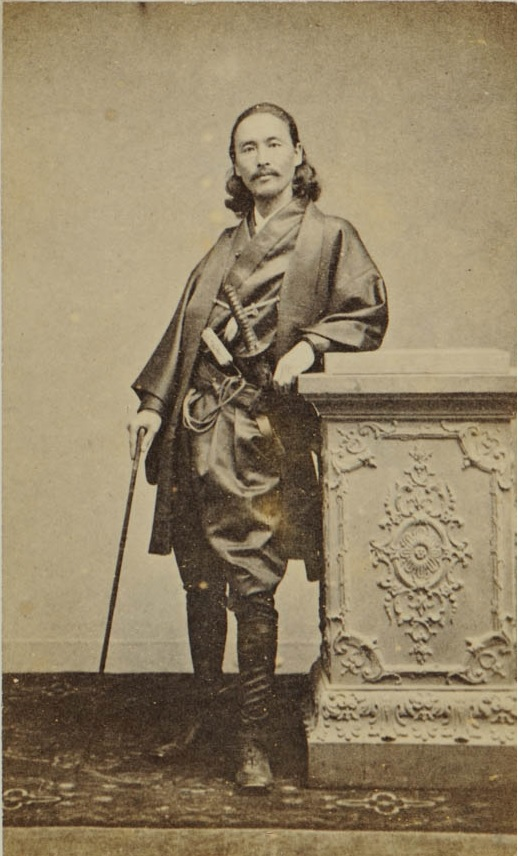
肥田浜五郎。オランダにて

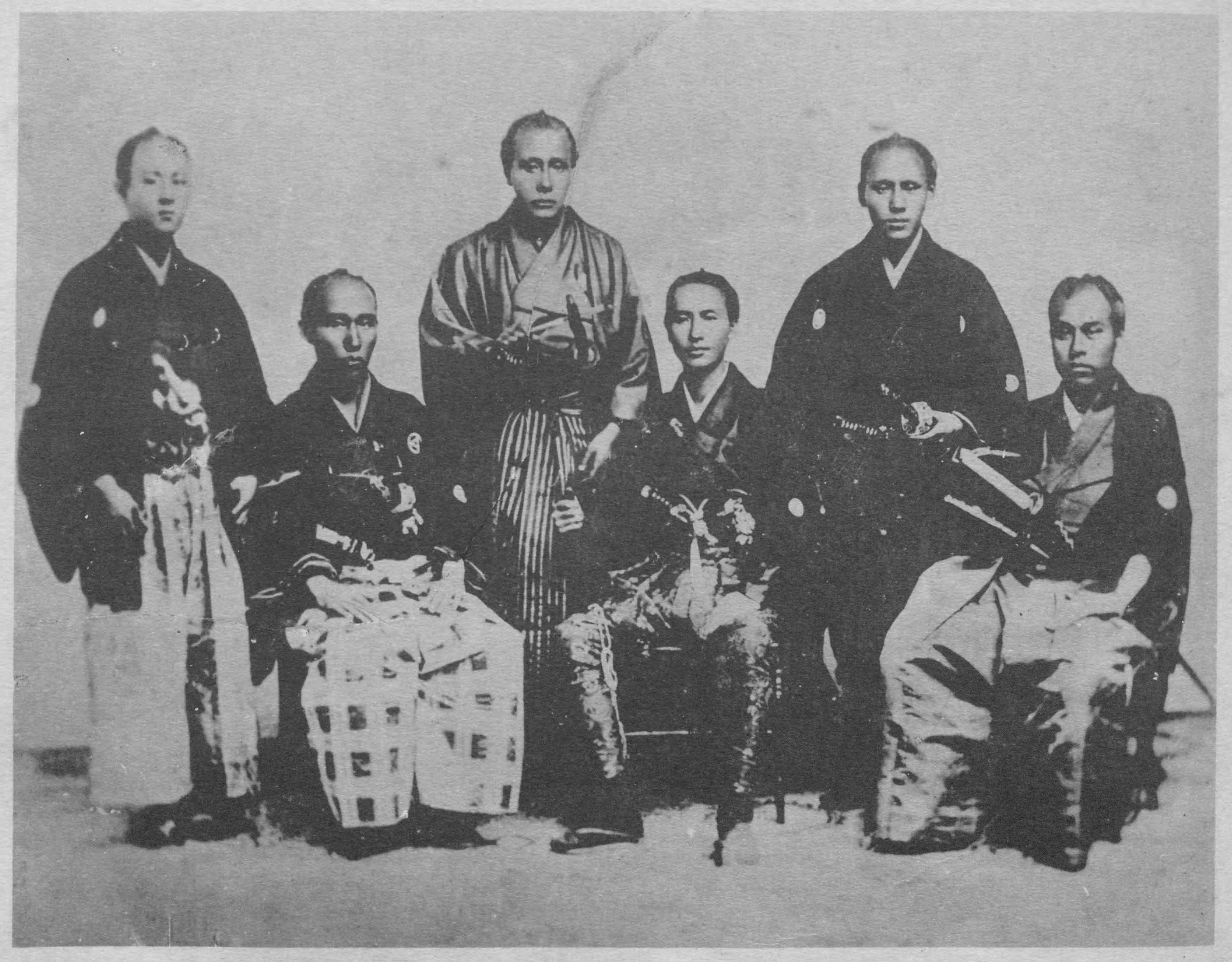
咸臨丸の乗船者達　1860年、サンフランシスコにて。右側から、福澤諭吉、岡田井蔵、肥田浜五郎、小永井五八郎、浜口興右衛門、根津欽次郎。

肥田 浜五郎（ひだ はまごろう、文政13年1月28日（1830年2月21日） - 明治22年（1889年）4月28日）は、豆州肥田氏の末裔で幕末期の幕臣、技術者、明治期の官僚。長崎海軍伝習所第二期生。諱は為良（ためよし）。

## 生涯

### 維新前
韮山代官江川英龍の手代見習として、伊東玄朴に蘭学を学び、長崎海軍伝習所で機関学を修めた。1859年（安政6年）に軍艦操練所教授方出役となる。1860年（万延元年）、咸臨丸蒸気方（機関長）に選ばれ、山本金次郎（副長）、岡田井蔵、小杉雅之進（機関方見習士官）を率い、太平洋往還を成功に導いた。病気の勝海舟に代わり、肥田と小野友五郎（測量方）、浜口興右衛門（運用方）が操船の指揮をしていたという。
帰国後、1861年（文久元年）、軍艦操練所頭取手伝出役を経て、軍艦頭取出役となる。1862年（文久2年）、幕府軍艦としては最初となる蒸気軍艦千代田形の蒸気機関を設計。1863年（文久3年）、小十人格軍艦頭取、海路上洛する徳川家茂の御座舟翔鶴丸艦長を務めた。1864年（元治元年）、両番格軍艦頭取となる。
1865年（慶応元年）、横須賀造船所の工作機械を購入のため、オランダに派遣された。帰途、レオンス・ヴェルニーと会見している。1866年（慶応2年）軍艦役、1868年（慶応4年）、幕府海軍での最終階級となる軍艦頭に昇進し、富士山丸艦長を務めた。

### 維新後
維新後、静岡藩海軍学校頭となるが、1869年（明治2年）8月15日民部省出仕となり、以後新政府に仕える。工部少丞、次いで造船頭兼製作頭となり、岩倉使節団理事官として欧米各国を歴訪した。帰朝後は工部大丞、海軍大丞兼主船頭と進み1875年（明治7年）4月4日海軍少将となる。主船頭頭、横須賀造船所長、主船局長を経て1883年（明治15年）12月27日機関総監に就任。1885年(明治17年)に皇室の保養施設「箱根離宮」建設のため長男名義の箱根の土地約5万坪を宮内省に提供し、翌年同離宮の宮内省御用掛建築工事係長に就任。1887年（明治19年）7月12日海軍機技総監、宮内省御料局長官などを歴任。日本海軍機関科士官第一号である。
明治22年（1889年）4月27日、藤枝駅で走りはじめた列車に飛び乗ろうとして転落、負傷したため同地において療養するも翌28日午後1時卒去した。享年60。以前より痔疾と足の患いがあり、膝も悪くしていた。当時の列車に便所がなかったため、駅で用を足した後、無理に戻ろうとしたためとされる。同年中に列車内への便所の設置が始まっていたが、この事故も後押しした。墓所は港区玉窓寺。

## 栄典
位階
- 明治3年7月22日 - 正七位[3]
  - 10月22日 - 従六位[3]
- 明治4年12月18日 - 従五位[3]
- 1883年（明治16年）2月3日 - 正五位[3]
- 1886年（明治19年）12月28日 - 従四位[3][11]

授章
- 1888年（明治21年）4月9日 - 銀製黄綬褒章[12]
- 1887年（明治20年）11月25日 - 勲三等旭日中綬章[13]

## 家族
- 祖父・肥田春達 ‐ 名主で医師。肥田家は江戸時代初期に伊豆国田方郡肥田村から賀茂郡八幡野村に移住し代々名主を務め、春達で八幡野村住9代目。春達は淡路の名で八幡宮神主も務め、和歌も詠んだ。[14]
- 父・肥田春安（1787-1873） ‐ 江川英龍の侍医で蘭方医。前野良沢に医学を、倉成竜渚[15]に儒学を学び、帰郷後竹村茂雄[16]に国学と和歌を学んだ。江川家に仕え、伊東玄朴より伝授された種痘を各地で実施した。[14]
- 妻・喜代（1845年生）‐
- 長男・肥田籌一郎（1870-1942） - 医師、地家主。1898年東京帝国大学医科大学卒。耳鼻咽喉科を専攻し、1901年にドイツに留学して眼科を学び、東京芝三田綱町に医院を開業したが、病のため廃業した[17][18]。前妻くにの祖父は渡辺忻三、父は渡辺嘉一[19]、後妻ノブの父は山口県士族・境震太郎[20]。
- 養子・肥田昭作（1842-1921）